# Norbert Ley
Norbert Ley (* 24. August 1903 in Letmathe, heute Stadtteil Iserlohns; † 23. August 1983 in Düsseldorf) war ein deutscher Volkswirt und von 1953 bis 1968 Leiter der nordrhein-westfälischen Landesplanungsbehörde.

## Leben
Ab 1924 studierte Norbert Ley Volkswirtschaftslehre. Nach Abschluss als Diplom-Volkswirt 1928 an der Universität Münster arbeitete Ley als Assistent (1929–1934) am Deutschen Forschungsinstitut für Agrar- und Siedlungswesen in Rostock, einer Zweigstelle des gleichnamigen Instituts von Max Sering in Berlin. 1931 promovierte Ley an der Universität Rostock. Der Agrarsoziologe Ulrich Planck berichtete über Leys Aktivitäten in dieser Zeit:
„Unter dem Aspekt der Siedlung widmeten sich 1930-33 Hans-Jürgen Seraphim und dessen Mitarbeiter Hellmut Wollenweber, Norbert Ley  und der Soziologe Hans Weigmann dem Landarbeiterproblem, wobei allerdings – wie bei der Landarbeiterforschung unter Richard Ehrenberg – der einzelne Betrieb und die einzelne Familie Forschungsgegenstand waren und nicht das soziale System des Dorfes.“
1934/35 war Ley Leiter des Statistischen Amtes bei der Provinzialverwaltung Stettin sowie Mitarbeiter des Gauwirtschaftsberaters von Pommern, Ernst Jarmer. Dann wechselte Ley als Sachbearbeiter zur Gesellschaft zur Vorbereitung der Reichsautobahnen („Gezuvor“). In dieser Eigenschaft war Ley auch bei der Reichsstelle für Raumordnung beschäftigt. Ab 1937 wirkte Ley bei der Landesplanungsgemeinschaft Rheinland. Er war dort Leiter der volkswirtschaftlichen Abteilung der Hauptstelle. Ab 1939 war Ley ständiger Vertreter des Landesplaners der Rheinprovinz. Ab 1940 lautete seine Funktion: Provinzialverwaltungsrat und stellvertretender Generalreferent für Raumordnung beim Oberpräsidenten als Planungsbehörde der Rheinprovinz (s. auch Heinrich Haake). Die „Deutsche Akademie für Städtebau, Reichs- und Landesplanung“ ernannte Norbert Ley 1942 zum ordentlichen Mitglied.
Zum Ende der 1940er Jahre trat Norbert Ley in die beim Ministerpräsidenten angesiedelte Landesplanungsbehörde von Nordrhein-Westfalen ein. Im Juli 1951 wurde Norbert Ley Mitglied des „unter dem Vorsitz von Josef Umlauf (gebildeten) Sonderausschuß (....), der bis 1953 eine Denkschrift über „Begriffe und Richtlinien“ der Landesplanung in der Bundesrepublik ausarbeitete.“
Nachdem Stephan Prager im Jahr 1953 das Amt des Leiters der Landesplanungsbehörde Nordrhein-Westfalen aus Altersgründen niedergelegt hatte, wurde Norbert Ley sein Nachfolger. Ley hatte die Position eines Ministerialdirigenten inne. Daneben war Ley ab 1958 Lehrbeauftragter und ab 1964 Honorarprofessor für Planungswesen an der Universität Köln.
In der Akademie für Raumforschung und Landesplanung nahm Ley verschiedene Funktionen wahr. 1959 wurde er zum ordentlichen Mitglied der ARL ernannt (korrespondierendes Mitglied seit 1953). Schon 1961 (bis 1968) war Ley Mitglied des Kuratoriums der ARL. Ley war Mitglied in den ARL-Fachausschüssen „Grundsatzfragen der Raumforschung und Landesentwicklung“ und „Raum und Energie“. Außerdem zählte er zum ARL-Arbeitskreis „Standorte und Trassen für Energieanlagen“. Von 1966 bis 1970 war Ley nicht nur Vizepräsident der ARL, sondern er hatte auch den Vorsitz in der ARL-Landesarbeitsgemeinschaft Nordrhein-Westfalen (1960 bis 1972) inne.

## Ehrungen
- 1968: Großes Verdienstkreuz der Bundesrepublik Deutschland

## Schriften (Auswahl)
- (Mitarbeiter an) Theorie und Praxis bei der Abgrenzung von Planungsräumen: dargestellt am Beisp. Nordrhein-Westf.; Forschungsberichte der Landesarbeitsgemeinschaft Nordrhein-Westfalen der Akademie für Raumforschung und Landesplanung. Hannover: Jänecke 1972 (=Forschungs- und Sitzungsberichte der ARL. 77) ISSN 0344-0311
- Landesplanung in den Rheinlanden zwischen den beiden Weltkriegen. In: Raumordnung und Landesplanung im 20. Jahrhundert. Veröffentlichungen der Akademie für Raumforschung und Landesplanung : Forschungs- und Sitzungsberichte; 63; Historische Raumforschung; 10, Hannover 1971. S. 71–85
- Prager, Stephan. In: Handwörterbuch der Raumforschung und Raumordnung. Hannover: Jännecke 1970
- Landesplanung. Wesen, Entwicklung und Organisation in der BRD. In: Handwörterbuch der Raumforschung und Raumordnung. Hannover: Jännecke 1970
- Konferenz für Raumordnung in Nordwesteuropa. In: Handwörterbuch der Raumforschung und Raumordnung. Hannover: Jänecke 1970
- Fachplanung. In: Handwörterbuch der Raumforschung und Raumordnung. Hannover: Jännecke 1970
- Stephan Prager verstorben. In: Mitteilungen, Deutsche Akademie für Städtebau und Landesplanung. Berlin Bd. 13.1969, S. 7–10 (ISSN 0011-9822)
- Naturschutz, Landschaftspflege und Erholungsplanung als Aufgabe der Raumordnung 1967
- Energiewirtschaft als Instrument und Problem der Landesplanung. In: Energiewirtschaft und Raumordnung 1967
- (mit Willi Bonczek und Karl Becker): Raumordnung und Grundstücksmarkt (=Beiträge und Untersuchungen / Institut für Siedlungs- und Wohnungswesen der Westfälischen Wilhelms-Universität Münster ; 64) 1967
- Das Landesentwicklungsprogramm in seiner Bedeutung für die Gemeinden, in: Die Gemeinde 1965, S. 67 ff.
- Ziele der Landesplanung in Nordrhein-Westfalen: Vortrag / Norbert Ley. Düsseldorf: Deutsche Akademie für Städtebau und Landesplanung 1961
- Landesplanung im rheinischen Raum. In: RuR, H. 1–1955 / Wasserwirtschaft und. Raumordnung, dargestellt am Beispiel des Landes Nordrhein-Westfalen
- Gartenbaukartierung im Rheinland: Ihre Bedeutung für die Raumordnung. In: Raumforschung und Raumordnung Bd. 5 (1941), Heft 8, S. 365–368; ISSN 0034-0111
- Der Versand landwirtschaftlicher Erzeugnisse des  Gesamtuntersuchungsgebietes Pommern-Mecklenburg. (Zeichnungen von Joachim Wolter). In: Produktion und Absatz landwirtschaftlicher Erzeugnisse im nordostdeutschen Wirtschaftsraum, Bd. 2 (1933/34), S. 9–30 (=Arbeit des Deutschen Forschungsinstituts für Agrar- und Siedlungswesen : Abt. Rostock Berichte über Landwirtschaft : Sonderheft ; N.F.)
- (mit  Hans-Jürgen Seraphim und Walter Marte): Produktion und Absatz. Der Verkehr mit landwirtschaftlichen Erzeugnissen. 1934
- (mit Hans-Jürgen Seraphim): Der Verkehr mit landwirtschaftlichen Erzeugnissen. (1934)
- Das Siedlungswesen in Mecklenburg-Strelitz unter besonderer Berücksichtigung der Verfahrensarten: Auswirkungen der Siedlung. Bausteine zum Siedlungsproblem. Berlin: Parey 1931
- Siedlung und Siedlungsverfahren: Beiträge zur Methode des Siedlungsvorganges / Norbert Ley ; Friedrich Eilmann ; Wilhelm Magura. Berlin: Parey 1931 (Auswirkungen der Siedlung); T. 2.; Berichte über Landwirtschaft  / Sonderheft; N.F. 48; Arbeiten des Deutschen Forschungsinstituts für Agrar- und Siedlungswesen.

## Mitwirkung an amtlichen Schriften / Gutachten
- Stellungnahme zur Kreisreform im Eifelraum des Landes Nordrhein-Westfalen. Düsseldorf ca. 1971
- Vorschläge zur Strukturverbesserung förderungsbedürftiger Gebiete in Nordrhein-Westfalen. Schriftenreihe des Ministerpräsidenten Nordrhein-Westfalen, Landesplanungsbehörde; Düsseldorf  1960
- Die Raumordnung in der Bundesrepublik Deutschland. Gutachten des Sachverständigen-Ausschusses für Raumordnung, Stuttgart 1961.
- Landesentwicklungsprogramm (1964)
- (mit Hans Evers und Heinz Löcherbach) Beitrag der deutschen Sachverständigen zur Untersuchung Standortbestimmung und Erschließung von Industriegelände. - Luxemburg : Europäische Gemeinschaft für Kohle und Stahl, Hohe Behörde, Studiengruppe des Sachverständigenausschusses für die industrielle Umstellung, 1965 (=Hefte für die industrielle Umstellung ; Nr 8 )